# Teorema di rappresentazione di Riesz
In analisi funzionale, con teorema di rappresentazione di Riesz si identificano diversi teoremi, che prendono il nome dal matematico ungherese Frigyes Riesz.
Nel caso si consideri uno spazio di Hilbert, il teorema stabilisce un collegamento importante tra lo spazio e il suo spazio duale. Se il campo associato allo spazio è il campo dei numeri reali, i due spazi sono isometricamente isomorfi, mentre se il campo è quello dei numeri complessi i due spazi sono isometricamente anti-isomorfi.

## Teorema di rappresentazione per funzionali lineari suCc(X){\displaystyle C_{c}(X)}
Sia {\displaystyle X} uno spazio di Hausdorff localmente compatto e {\displaystyle \lambda } un funzionale lineare positivo in {\displaystyle C_{c}(X)}, lo spazio delle funzioni continue a supporto compatto e a valori complessi. Allora esiste una sigma-algebra {\displaystyle {\mathfrak {F}}} su {\displaystyle X} contenente tutti i suoi insiemi di Borel, ed esiste un'unica misura {\displaystyle \mu } su {\displaystyle {\mathfrak {F}}} tale che:
{\displaystyle \lambda (f)=\int _{X}fd\mu \ }
per ogni funzione {\displaystyle f} di {\displaystyle C_{c}(X)}, e tale che valgano le seguenti proprietà:
- {\displaystyle \mu (K)<\infty } per ogni insieme compatto {\displaystyle K} di {\displaystyle X}.

- Per ogni insieme di Borel {\displaystyle E_{i}} in {\displaystyle {\mathfrak {F}}} si ha:

{\displaystyle \mu (E_{i})=\inf\{\mu (U):E_{i}\subseteq U,U{\text{ aperto}}\}.}
- Per ogni insieme {\displaystyle E_{i}} in {\displaystyle {\mathfrak {F}}} di misura finita si ha:

{\displaystyle \mu (E_{i})=\sup\{\mu (K):K\subseteq E_{i},K{\text{ compatto}}\}.}
Si dice che la misura {\displaystyle \mu } "rappresenta" il funzionale {\displaystyle \lambda }.

### Generalizzazione
Poiché lo spazio {\displaystyle C_{c}(X)} è un sottoinsieme denso dello spazio di Banach {\displaystyle C_{0}(X)} delle funzioni continue che si annullano all'infinito, ogni funzionale lineare a supporto compatto può essere esteso a un funzionale lineare limitato su {\displaystyle C_{0}(X)}. Il teorema può essere quindi generalizzato affermando che per ogni funzionale limitato {\displaystyle \psi } su {\displaystyle C_{0}(X)} esiste un'unica misura di Borel regolare {\displaystyle \mu } su {\displaystyle {\mathfrak {F}}} tale che:
{\displaystyle \psi (f)=\int _{X}fd\mu }
e tale che:
{\displaystyle \|\psi \|=|\mu |(X)}
dove
{\displaystyle |\mu |=\sup \sum _{i=1}^{+\infty }|\mu (E_{i})|}
è la variazione totale della misura {\displaystyle \mu }.

## Teorema di rappresentazione per gli spazi di Hilbert
Sia {\displaystyle H} uno spazio di Hilbert e sia {\displaystyle H^{*}} il suo spazio duale, costituito di tutti i funzionali lineari continui da {\displaystyle H} in {\displaystyle \mathbb {R} } o in {\displaystyle \mathbb {C} }. Se {\displaystyle x} è un elemento di {\displaystyle H}, la funzione {\displaystyle \phi _{x}} definita da:
{\displaystyle \phi _{x}(y)=\left\langle y,x\right\rangle ,\quad \forall y\in H,}
dove {\displaystyle \langle \cdot ,\cdot \rangle } indica il prodotto scalare dello spazio di Hilbert, è un elemento di {\displaystyle H^{*}}. Allora ogni elemento di {\displaystyle H^{*}} può essere scritto unicamente in tale forma.
Come corollario, segue che data una funzione {\displaystyle \phi \colon H\times H\to \mathbb {C} } che associa ad ogni coppia di elementi {\displaystyle \mathbf {v} } e {\displaystyle \mathbf {w} \in H} lo scalare {\displaystyle \phi (\mathbf {v} ,\mathbf {w} )\in \mathbb {C} } tale che:
- {\displaystyle \phi (\mathbf {x} ,a\mathbf {y} +b\mathbf {z} )=a\phi (\mathbf {x} ,\mathbf {y} )+b\phi (\mathbf {x} ,\mathbf {z} );}
- {\displaystyle \phi (a\mathbf {x} +b\mathbf {y} ,\mathbf {z} )={\bar {a}}\phi (\mathbf {x} ,\mathbf {z} )+{\bar {b}}\phi (\mathbf {y} ,\mathbf {z} );}
- {\displaystyle |\phi (\mathbf {x} ,\mathbf {y} )|\leq C\|\mathbf {x} \|\|\mathbf {y} \|,}

per ogni {\displaystyle a,b\in \mathbb {C} } e {\displaystyle \mathbf {x} ,\mathbf {y} ,\mathbf {z} \in H}. Allora esiste un'unica applicazione lineare limitata {\displaystyle A\colon H\to H} tale che:
- {\displaystyle \phi (\mathbf {x} ,\mathbf {y} )=\langle A\mathbf {x} ,\mathbf {y} \rangle ,\qquad \forall \mathbf {x} ,\mathbf {y} \in H.}

La norma di {\displaystyle A} è inoltre la più piccola costante {\displaystyle C} tale che {\displaystyle |\phi (\mathbf {x} ,\mathbf {y} )|\leq C\|\mathbf {x} \|\|\mathbf {y} \|}.

### Dimostrazione
Si vuole mostrare che se {\displaystyle H} è uno spazio di Hilbert allora il suo duale {\displaystyle H^{*}} è dato da:
{\displaystyle H^{*}=B(H,\mathbb {F} )=\{\{({\underline {y}},\langle {\underline {y}},{\underline {x}}\rangle ):{\underline {y}}\in H\}:{\underline {x}}\in H\},}
dove {\displaystyle B(H,\mathbb {F} )} denota l'insieme degli operatori lineari limitati che mappano da {\displaystyle H} in un campo di scalari {\displaystyle \mathbb {F} } (reale o complesso), mentre {\displaystyle \langle \cdot ,\cdot \rangle \colon H\times H\to \mathbb {F} } denota il prodotto interno.
Per mostrare l'implicazione diretta è sufficiente notare che la linearità discende dalla linearità del prodotto interno, e la limitatezza segue dalla disuguaglianza di Cauchy-Schwarz.
Per l'implicazione inversa, sia {\displaystyle {\underline {\phi }}\in H'}. Se {\displaystyle {\underline {\phi }}={\underline {0}}_{H'}} allora:
{\displaystyle {\underline {\phi }}=\{({\underline {y}},\langle {\underline {y}},{\underline {0}}_{H}\rangle ):{\underline {y}}\in H\}.}
Si supponga {\displaystyle {\underline {\phi }}\neq {\underline {0}}_{H'}} e siano:
{\displaystyle {\underline {x}}\in H,\qquad {\overline {\ker({\underline {\phi }})}}=\ker({\underline {\phi }}),\qquad \dim(\ker({\underline {\phi }}))\leqslant \dim(H).}
Allora per il teorema della proiezione negli spazi di Hilbert:
{\displaystyle H=\ker({\underline {\phi }})\oplus (\ker({\underline {\phi }}))^{\perp }.}
Dato che {\displaystyle \ker(\phi )\neq H} allora {\displaystyle (\ker({\underline {\phi }}))^{\perp }\neq \{{\underline {0}}_{H}\}}. Sia dunque:
{\displaystyle {\underline {z}}\in \{{\underline {z}}\in (\ker({\underline {\phi }}))^{\perp }:\|{\underline {z}}\|_{H}=1\}.}
Per la linearità di {\displaystyle {\underline {\phi }}} si ha:
{\displaystyle {\underline {z}}{\underline {\phi }}({\underline {x}})-{\underline {x}}{\underline {\phi }}({\underline {z}})\in \ker({\underline {\phi }})}
e quindi:
{\displaystyle \langle {\underline {z}}{\underline {\phi }}({\underline {x}})-{\underline {x}}{\underline {\phi }}({\underline {z}}),{\underline {z}}\rangle =0.}
Dunque:
{\displaystyle {\underline {\phi }}({\underline {x}})\|{\underline {z}}\|_{H}=\langle {\underline {x}}{\underline {\phi }}({\underline {z}}),{\underline {z}}\rangle .}
Si ha così {\displaystyle {\underline {\phi }}({\underline {x}})=\langle {\underline {x}},{\underline {z}}{\overline {{\underline {\phi }}({\underline {z}})}}\rangle } con {\displaystyle \|{\underline {z}}\|_{H}=1}, da cui:
{\displaystyle {\underline {\phi }}=\{({\underline {y}},\langle {\underline {y}},{\underline {z}}{\overline {{\underline {\phi }}({\underline {z}})}}\rangle ):{\underline {y}}\in H\}\in \{\{({\underline {y}},\langle {\underline {y}},{\underline {x}}\rangle ):{\underline {y}}\in H\}:{\underline {x}}\in H\}.}